# 10. ceremonia wręczenia nagród Gildii Aktorów Ekranowych
10. ceremonia wręczenia nagród Gildii Aktorów Ekranowych odbyła się 22 lutego 2004 roku w Shrine Exposition Center, Los Angeles w USA.

## Laureaci i nominowani
Laureaci nagród wyróżnieni są wytłuszczeniem

### Produkcje kinowe

#### Wybitny występ aktora w roli pierwszoplanowej
- Johnny Depp − Piraci z Karaibów: Klątwa Czarnej Perły
  - Peter Dinklage − Dróżnik
  - Ben Kingsley − Dom z piasku i mgły
  - Bill Murray − Między słowami
  - Sean Penn − Rzeka tajemnic

#### Wybitny występ aktorki w roli pierwszoplanowej
- Charlize Theron − Monster
  - Patricia Clarkson − Dróżnik
  - Diane Keaton − Lepiej późno niż później
  - Naomi Watts − 21 gramów
  - Evan Rachel Wood − Trzynastka

#### Wybitny występ aktora w roli drugoplanowej
- Tim Robbins − Rzeka tajemnic
  - Alec Baldwin − Cooler
  - Chris Cooper − Niepokonany Seabiscuit
  - Benicio del Toro − 21 gramów
  - Ken Watanabe − Ostatni samuraj

#### Wybitny występ aktorki w roli drugoplanowej
- Renée Zellweger − Wzgórze nadziei
  - Maria Bello − Cooler
  - Keisha Castle-Hughes − Jeździec wielorybów
  - Patricia Clarkson − Wizyta u April
  - Holly Hunter − Trzynastka

#### Wybitny występ zespołu aktorskiego w filmie kinowym
- Władca Pierścieni: Powrót króla
  - Nasza Ameryka
  - Rzeka tajemnic
  - Niepokonany Seabiscuit
  - Dróżnik

### Produkcje telewizyjne

#### Wybitny występ aktora w miniserialu lub filmie telewizyjnym
- Al Pacino − Anioły w Ameryce
  - Justin Kirk − Anioły w Ameryce
  - Paul Newman − Our Town
  - Forest Whitaker − Zgromadzenie obrońców
  - Jeffrey Wright − Anioły w Ameryce

#### Wybitny występ aktorki w miniserialu lub filmie telewizyjnym
- Meryl Streep − Anioły w Ameryce
  - Anne Bancroft − Rzymska wiosna pani Stone
  - Helen Mirren − Rzymska wiosna pani Stone
  - Mary-Louise Parker − Anioły w Ameryce
  - Emma Thompson − Anioły w Ameryce

#### Wybitny występ aktora w serialu dramatycznym
- Kiefer Sutherland − 24 godziny
  - Peter Krause − Sześć stóp pod ziemią
  - Anthony LaPaglia − Bez śladu
  - Martin Sheen − Prezydencki poker
  - Treat Williams − Everwood

#### Wybitny występ aktorki w serialu dramatycznym
- Frances Conroy − Sześć stóp pod ziemią
  - Stockard Channing − Prezydencki poker
  - Tyne Daly − Potyczki Amy
  - Jennifer Garner − Agentka o stu twarzach
  - Mariska Hargitay − Prawo i porządek
  - Allison Janney − Prezydencki poker

#### Wybitny występ aktora w serialu komediowym
- Tony Shalhoub − Detektyw Monk
  - Peter Boyle − Wszyscy kochają Raymonda
  - Brad Garrett − Wszyscy kochają Raymonda
  - Sean Hayes − Will & Grace
  - Ray Romano − Wszyscy kochają Raymonda

#### Wybitny występ aktorki w serialu komediowym
- Megan Mullally − Will & Grace
  - Patricia Heaton − Wszyscy kochają Raymonda
  - Lisa Kudrow − Przyjaciele
  - Debra Messing − Will & Grace
  - Doris Roberts − Wszyscy kochają Raymonda

#### Wybitny występ zespołu aktorskiego w serialu dramatycznym
- Sześć stóp pod ziemią
  - Prezydencki poker
  - Bez śladu
  - CSI: Kryminalne zagadki Las Vegas
  - Prawo i porządek

#### Wybitny występ zespołu aktorskiego w serialu komediowym
- Seks w wielkim mieście
  - Will & Grace
  - Wszyscy kochają Raymonda
  - Frasier
  - Przyjaciele

### Nagroda za osiągnięcia życia
- Karl Malden